# Fredrik Idestam
Knut Fredrik Idestam (28. říjen 1838 – 8. duben 1916) byl finský důlní inženýr a podnikatel, zakladatel společnosti Nokia.
V květnu 1865 Idestam získal povolení k výstavbě papírny v Tampere. Papírna zahájila provoz o rok později. V roce 1871 spolu s Leem Mechelinem založil firmu Nokia Ltd. ve městě Nokia.
Z vedení firmy odešel v roce 1896.